# 鴨野守
鴨野 守（かもの まもる、1955年〈昭和30年〉 - ）は日本の宗教家、政治活動家、ジャーナリスト。世界平和統一家庭連合（旧統一教会）の関連団体「世界平和連合富山県本部」及び「富山県平和大使協議会」事務局長。元世界平和統一家庭連合（旧統一教会）広報局長、元世界日報編集委員。

## 来歴
富山県生まれ。金沢大学教育学部卒。1978年に世界日報社に入社。社会部記者、社会部長、政治部次長、「サンデー世界日報」編集長、マニラ特派員、文化部次長などを経て編集委員。
世界日報の記者として長年活動し、沖縄戦の集団自決をめぐっては「諸君!」などに「ジャーナリスト」の肩書で執筆している。この問題では藤岡信勝と連携し、集団自決は軍の命令によるものではなかったとの立場をとっている。大江健三郎・岩波書店沖縄戦裁判を継続して取材し、世界日報に「真実の攻防──沖縄戦『集団自決』から62年」を連載した。同連載と「諸君!」「WiLL」掲載原稿を元に『あばかれた「神話」の正体』を刊行している。
2009年から8年間、世界平和統一家庭連合（旧統一教会）の広報局長を務めた。2017年に地元である富山県に戻ってからは、ジャーナリスト活動と並行して、教団の関連団体である「世界平和連合富山県本部」と「富山県平和大使協議会」の事務局長を務め、県内の政治家や有識者との渉外活動を担当している。
2022年8月、一昨年の富山県知事選挙において、「世界平和連合富山県本部」が組織的に新田八朗知事を支援したことや、同団体が自民党の施策を支持する立場であることを明らかにした。
同年9月26日発売の『月刊Hanada』2022年11月号に「統一教会信者が告発！『魔女狩り報道』はこうして作られる」と題する文章を寄稿した。

## 著書
- 『広島の公教育はなぜ崩壊したか―検証「人権」「平等」30年の“果実”』（1999年、世界日報社　ISBN 9784882010678）
- 『広島の公教育に再生の道はあるか』（2000年、世界日報社　ISBN 9784882010722）
- 『新・純潔教育のすすめ―本当の愛に目覚めるために』（2001年、コスモトゥーワン　ISBN 9784877950118）
- 『バギオの虹―シスター海野とフィリピン日系人の一〇〇年』（2003年、アートヴィレッジ　ISBN 9784901053181）
- 『愛を運ぶ天使たち―国際エンゼル協会21年の歩み』（2004年、アートヴィレッジ　ISBN 9784901053242）
- 『天の懐に生く―自然療法に捧げた東城百合子の80年とこれから』（2005年、アートヴィレッジ　ISBN 9784901053396）
- 『あばかれた「神話」の正体─沖縄「集団自決」裁判で何が明らかになっているのか』（2009年、祥伝社　ISBN 9784396613327）
- 『息子よ！君のために闘いぬいた―死の真相を追究した友田家の物語』（2009年、アートヴィレッジ　ISBN 9784901053846）
- 徳永信一、鴨野守、近藤徳茂『家庭連合信者に人権はないのか』グッドタイム出版、2023年6月22日。ISBN 978-4908993336。